# Las Calderas (paroisse civile)
Pour les articles homonymes, voir Las Calderas et Caldera.
Las Calderas est l'une des cinq paroisses civiles de la municipalité de Colina dans l'État de Falcón au Venezuela. Sa capitale est Las Calderas.

## Géographie

### Démographie
Hormis sa capitale Las Calderas, la paroisse civile comporte plusieurs localités dont :
- Las Calderas